# Marco Arati
Marco Arati (v. 1814-1819 - après 1882) est un chanteur (basse) italien d'opéra dont la carrière a lieu des années 1840 aux années 1880. Bien qu'il apparaisse dans plusieurs maisons d'opéra en Italie, il chante principalement au Teatro di San Carlo durant quatre décennies.

## Biographie
Bien que Marco Arati ait été un chanteur majeur à son époque, peu de choses sont connues de sa vie. Le lieu et la date exacte de sa naissance sont inconnus, malgré tout il semble qu'il soit né entre 1814 et 1819.
Il fait ses débuts professionnels au Teatro di San Carlo en 1841 dans Rolla de Teodulo Mabellini. Il chante lors de plusieurs créations mondiales au Teatro di San Carlo, entre autres les rôles d'Andrea Cornaro dans Caterina Cornaro de Gaetano Donizetti (1844), d'Alvaro dans Alzira de Giuseppe Verdi (1845), d'Old Orazio dans Orazi e Curiazi de Saverio Mercadante (1846), de Callistene dans Poliuto de Donizetti (1848), de Wurm dans Luisa Miller de Verdi (1849), de Virginio dans Virginia (en) de Mercadante (1866) et de Filippo Augusto dans Gabriella di Vergy de Donizetti (1869). Sa dernière apparition sur scène a lieu en 1882 au Teatro di San Carlo dans le rôle d'Indra dans Le Roi de Lahore de Jules Massenet.
Il n'y a aucune trace de lui après cette représentation de 1882 et il semble qu'il soit mort peu après.

## Créations mondiales
- Elodia di Herstall d'Alessandro Curmi (1842)
- Ulrico di Oxford (1842)
- Lara de Giuseppe Lillo (1842)
- La fidanzata corsa de Giovanni Pacini (Guido Tobianchi, 1842)
- Caterina Cornaro de Gaetano Donizetti (Andrea Cornaro, 1844)
- Margherita d'Aragona de Vincenzo Maria Battista (Michele, 1844)
- Costanza d'Aragona de Salvatore Sarmiento (1844)
- Alzira de Giuseppe Verdi (Alvaro, 1845)
- Mortedo de Vincenzo Capecelatro (1845)
- Stella di Napoli de Giovanni Pacini (1845)
- La sirena di Normandia de Pietro Torregiani (1846)
- Emo de Vincenzo Maria Battista (1846)
- Orazi e Curiazi (en) de Saverio Mercadante (Vieux Orazio, 1846)
- Eleonora Dori de Vincenzo Maria Battista (1847)
- Irene de Vincenzo Maria Battista(1847)
- Merope de Giovanni Pacini (Trasimede/Anassimandro, 1847)
- Poliuto de Gaetano Donizetti (Callistene, 1848)
- Luisa Miller de Giuseppe Verdi (Wurm, 1849)
- Elfrida di Salerno de Giuseppe Puzone (1849)
- Medea de Saverio Mercadante (Creonte, 1851)
- Malvina di Scozia de Giovanni Pacini (1851)
- Elena di Tolosa d'Errico Petrella (1852)
- Alceste de Giuseppe Staffa (en) (Stratone/Talenio, 1852)
- Guido Colmar de Nicola De Giosa (1852)
- Mudarra de Vincenzo Maria Battista (1852)
- Statira de Saverio Mercadante (Erma-Sommo, 1853)
- Romilda di Provenza de Giovanni Pacini (1853)
- Marco Visconti de Errico Petrella (Oldrado del Balzo, 1854)
- Il sultano de Antonio Gandolfo (1854)
- Ettore Fieramosca de Nicola De Giosa (1855)
- L'orfana di Lorena de Giovanni Terranova (1855)
- Guido e Ginevra de Ferdinando Tommasi (1855)
- Margherita Pusterla de Giovanni Pacini (1856)
- Pelagio de Saverio Mercadante (Asan, 1857)
- Mirinda de Salvatore Pappalardo (en) (1860)
- Virginia d'Errico Petrella (Virginio, 1861)
- Don Carlos infante di Spagna de Vincenzo Moscuzza (en) (Filippo II, 1862)
- Caterina Blum d'Enrico Bevignani (en) (1862)
- Giovanna di Castiglia de Vincenzo Maria Battista (1863)[2]
- Il bosco di Dafne de Nicola De Giosa (1864)
- La duchessa di Guisa de Paolo Serrao (1865)
- Virginia (en) de Saverio Mercadante (Virginio, 1866)
- Berta di Varnol de Giovanni Pacini (1867)
- Il figliuol prodigo de Paolo Serrao (Ruben, 1868)
- L'Alba d'Oro de Vincenzo Maria Battista (1869)
- Gabriella di Vergy de Gaetano Donizetti (Filippo Augusto, 1869)
- Manfredo d'Errico Petrella (1872)
- Selvaggia d'Ernesto Viceconte (en) (1872)

## Sources
- (en) Cet article est partiellement ou en totalité issu de l’article de Wikipédia en anglais intitulé « Marco Arati » (voir la liste des auteurs).